# Іванников Валерій Миколайович
Валерій Миколайович Іванников (рос. Валерий Николаевич Иванников; 28 січня 1967, м. Челябінськ, СРСР) — радянський/російський хокеїст, воротар.  
Вихованець хокейної школи ДЮСШОР «Трактор» (Челябінськ). Виступав за: «Трактор» (Челябінськ), СКА (Санкт-Петербург), ЦСКА (Москва), «Металург» (Магнітогорськ), «Лада» (Тольятті), «Хімік» (Воскресенськ), «Спартак» (Москва), ХК «Воронеж», «Юність» (Мінськ).
У складі національної збірної Росії учасник зимових Олімпійських ігор 1994, учасник чемпіонату світу 1994. 
Син: Євген Іванников.
Досягнення
- Чемпіон МХЛ (1996), бронзовий призер (1995).